# 霍斯特·西格尔
霍斯特·西格尔（捷克語：Horst Siegl，1969年2月15日—），捷克前男子足球运动员，场上位置是前锋。他曾代表捷克国家队参加1997年国际足联联合会杯，结果队伍获得季军。